# John W. Henry
John W. Henry (* 13. září 1949 Quincy, Illinois) je americký podnikatel a obchodní poradce, který založil společnost JWH. Je také vlastníkem baseballového týmu Boston Red Sox a fotbalového týmu Liverpool FC.
Společně s Johnem Wernerem založil roku 2002 společnost New England Sport Venture. Společnost vlastní baseballový tým Boston Red Sox a fotbalový tým Liverpool FC a má také podíl v Boston Bruins.